# Ahlby säteri

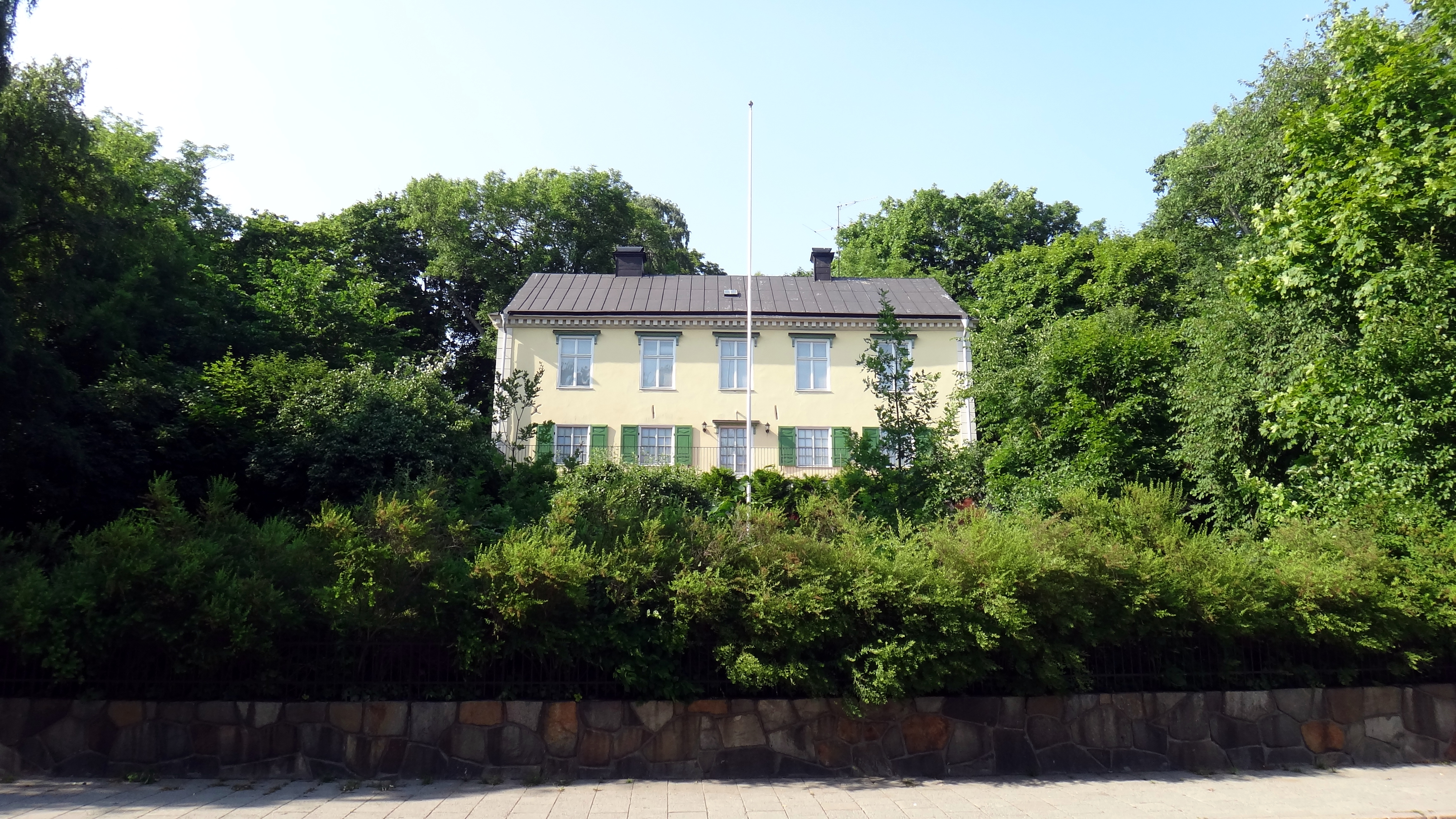
Ahlby säteri

Ahlby säteri är en Q-märkt sätesgård från 1620-talet som är den äldsta bevarade bebyggelsen i stadsdelen Lilla Alby i Sundbybergs kommun. Huset är 450 kvadratmeter stort, byggt i sten och inrett i rokokostil.
Bland dem som har ägt gården återfinns Clas Fredrik Horn af Åminne, som dömdes för delaktighet i mordet på Gustav III. Säteriet köptes av Sundbybergs kommun 1961 som en del av kommunens kultursatsning. Det hyrdes ut som bostad till flera personer, bland andra Sven Andersson och Sven Aspling. 2001 köptes det av Lennart Ehrenlood, som renoverade byggnaden och skrev boken Historien om en gammal gård och dess ägare (2002) om säteriet. Den lades åter ut för försäljning 2016 och köptes tillbaka av Sundbybergs kommun i maj året därpå för nästan 20 miljoner svenska kronor.